# UZA (EP)
《UZA》(중국어: 呜吒, 병음: wūzhā 우자[*], 한자음: 오타)는 중국의 걸 그룹 SNH48의 다섯 번째 미니 음반이다.
〈UZA〉의 뮤직 비디오는 대한민국 서울특별시 강남에서 촬영됐으며, 촬영 감독은 홍원기가 맡았다.

## 수록곡
전체 작사: 상해성사파(중국어 개사), 아키모토 야스시
| #            | 제목                                        | 작곡              | 편곡                     | 음악가 | 재생 시간 |
| ------------ | ------------------------------------------- | ----------------- | ------------------------ | ------ | --------- |
| 1.           | 〈UZA〉 (呜吒)                              | 이노우에 요시마사 |                          | 4:36   |           |
| 2.           | 〈플라타너스 나무〉 (悬铃木)                | 오다 테츠로       | 팀SII                    | 5:28   |           |
| 3.           | 〈퍼스트 래빗〉 (第一只兔子)                | 요 케이고         | 팀NII                    | 4:50   |           |
| 4.           | 〈기적은 딱 맞게 오지 않아〉 (错过奇迹)     | 미야지마 리츠코   | 쿵샤오인, 리위치, 추신이 | 3:34   |           |
| 5.           | 〈석양 아래의 약속〉 (夕阳下的约定)         | 오카다 미오       | 팀SII                    | 4:58   |           |
| 6.           | 〈UZA〉 (Instrumental)                      | 이노우에 요시마사 |                          | 4:38   |           |
| 7.           | 〈플라타너스 나무〉 (Instrumental)          | 오다 테츠로       |                          | 5:28   |           |
| 8.           | 〈퍼스트 래빗〉 (Instrumental)              | 요 케이고         |                          | 4:50   |           |
| 9.           | 〈기적은 딱 맞게 오지 않아〉 (Instrumental) | 미야지마 리츠코   |                          | 3:33   |           |
| 10.          | 〈석양 아래의 약속〉 (Instrumental)         | 오카다 미오       |                          | 4:56   |           |
| 총 재생 시간 | 총 재생 시간                                | 총 재생 시간      | 총 재생 시간             | 46:51  |           |

| #  | 제목                                                                | 재생 시간 |
| -- | ------------------------------------------------------------------- | --------- |
| 1. | 〈UZA (뮤직 비디오)〉 (呜吒（UZA）MV)                               |           |
| 2. | 〈플라타너스 나무 (총선거 라이브)〉 (悬铃木 总选举 LIVE)            |           |
| 3. | 〈퍼스트 래빗 (총선거 라이브)〉 (第一只兔子 总选举 LIVE)            |           |
| 4. | 〈기적은 딱 맞게 오지 않아 (총선거 라이브)〉 (错过奇迹 总选举 LIVE) |           |

특전
- Type A 통상판
  - 생사진 (56장 중에서 랜덤으로 1장)
  - ‘SNH48 리퀘스트 아워 세트리스트 베스트30’ 투표용 시리얼 넘버 카드 2장
  - 개별 악수권 1장
- Type B 중량판
  - 디지털 사인 생사진
  - ‘SNH48 리퀘스트 아워 세트리스트 베스트30’ 투표용 시리얼 넘버 카드 30장

## 선발 멤버
- 괄호 안의 표시는 SNH48 제1회 총선거의 순위이다.

### UZA
(센터: 우저한)
- 팀SII: 천관후이(#10), 천쓰(#9), 다이멍(#13), 쿵샤오인(#15), 리위치(#11), 모한(#7), 추신이(#2), 우저한(#1), 쉬천천(#16), 쉬자치(#8), 장위거(#5), 자오자민(#3)
- 팀NII: 궁스치(#12), 쥐징이(#4), 리이퉁(#6), 이자아이(#14)

### 플라타너스 나무
(센터: 천관후이)
- 팀SII: 천관후이, 천쓰, 다이멍, 장윈, 쿵샤오인, 리위치, 모한, 첸베이팅, 추신이, 원징제, 우저한, 쉬천천, 쉬자치, 쉬쯔쉬안, 장위거, 자오자민

### 퍼스트 래빗
(센터: 쥐징이, 완리나)
- 팀NII: 천자잉, 천원옌, 펑신둬, 궁스치, 황팅팅, 쥐징이, 린쓰이, 루팅, 뤄란, 멍웨, 탕안치, 완리나, 쉬옌위, 이자아이, 쩡옌펀, 자오웨

### 기적은 딱 맞게 오지 않아
(센터: 리위치)
- 팀SII: 쿵샤오인, 리위치, 추신이

### 석양 아래의 약속
(센터리위치)
- 팀SII: 천관후이, 천쓰, 다이멍, 장윈, 쿵샤오인, 리위치, 모한, 첸베이팅, 추신이, 원징제, 우저한, 쉬천천, 쉬자치, 쉬쯔쉬안, 장위거, 자오자민

### 내용주
1. ↑  실제 레이블은 톈진 베이양 음반 출판사
2. ↑  AKB48 〈UZA〉의 중국어 버전.
3. ↑  AKB48 〈플라타너스 나무가 서 있는 길에서 「네 미소가 꿈에 나왔어」라고 말해버린다면 우리들의 관계는 어떻게 변하는 걸까, 나 나름대로 며칠이고 생각해본 후의 조금 부끄러운 결론처럼〉(鈴懸の木の道で「君の微笑みを夢に見る」と言ってしまったら僕たちの関係はどう変わってしまうのか、僕なりに何日か考えた上でのやや気恥ずかしい結論のようなもの)의 중국어 버전.
4. ↑  AKB48 〈퍼스트 래빗〉(ファースト・ラビット)의 중국어 버전.
5. ↑  AKB48 팀K 6th Stage "RESET" 공연 〈기적은 딱 맞게 오지 않아〉(奇跡は間に合わない)의 중국어 버전.
6. ↑  AKB48 해바라기조 1st Stage "나의 태양" 공연 〈석양을 보고 있니?〉(夕陽を見ているか?)의 중국어 버전.

### 참조주
1. ↑  권소성 (2014년 8월 20일). “중국 아이돌 SNH48, 강남에서 뮤직비디오 촬영”. 《오마이스타》. 오마이뉴스. 2016년 10월 27일에 확인함.